# 姚舜輔
姚舜辅（?—?），北宋天文学家。
宋徽宗崇宁三年（1104年）造《占天曆》。历官说《占天曆》是私家所修，不经考验，不可施行。姚舜辅于是奉徽宗之诏修新曆，崇宁五年（1106年）曆成，赐名《紀元曆》。大观元年（1107年）颁行。姚舜辅在崇宁年间进行了北宋第五次大规模恒星观测，在唐朝一行之后300余年间首次精确天文测量，其结果反映在《纪元曆》。其中二十八宿距度误差绝对值平均只有0.15度，取代了一行的观测数据。《占天曆》首次开创利用观测金星来定位太阳的方法，并且第一次明确提出恒星距度一直在变化，各时代“天道”并不相同。